# Eupithecia asempiterna
Eupithecia asempiterna es una especie de polilla de la familia Geometridae. La especie fue descrita por primera vez por Hiroshi Inoue habiendo sido descrita en 2000, con distribución en India y Nepal. El holotipo fue descrita en los alrededores del Monte Everest a una elevación de 3800 metros (12 467,2 pies). Es una polilla de mediano tamaño y de color marrón ocre.
Sus patrones en el ala pueden ser muy variadas. Las líneas transversales suelen ser rectas pero con un fuerte ángulo a nivel de la costa alar. En el área terminal del ala suele tener dos manchas ocre prominentes. Su punto discal es de buen tamaño rodeado por un borde de marrón claro.